# خواجه (هریس)
خواجه (به گویش محلی خوجا) یکی از شهرهای استان آذربایجان شرقی ایران است و حدوداً در ۲۵ کیلومتری شهر تبریز قرار دارد. این شهر مرکز بخش خواجه شهرستان هریس می‌باشد.
شهر خواجه در دلتای تلخه‌رود و در مسیر استراتژی جادهٔ اصلی تبریز-اهر قرار گرفته‌است.
در سال‌های اخیر خواجه پیشرفت خوبی داشته. شهردار فعلی این شهر عبدالله جودت است. تعداد اعضای شورای شهر خواجه ۵ نفر اصلی و ۲ نفر علی‌البدل می‌باشد.
از مهم‌ترین محصولات کشاورزی آن می‌توان به هندوانه، گندم و ج و اشاره کرد.
کشاورزی در خواجه عمدتاً به صورت کاملاً دیم بوده و کمبود آب مشکل اصلی کشاورزان در این منطقه است. همین موضوع سبب شده تنوع محصول در خواجه، با وجود خاک بسیار با کیفیت، کم باشد.
مردمان خواجه در بافت قالی مهارت دارند. درآمد اکثر مردم این شهر از طریق کشاورزی، قالی‌بافی، پخت رشته محلی و دامداری است. البته در کنار این‌ها، عده‌ای به‌فعالیت‌های دیگر مانند رانندگی و تجارت هم مشغولند.
از مکان‌های دیدنی شهر خواجه می‌توان به «مسجد جامع خواجه» «مسجد صاحب الزمان» «میدان انقلاب (کؤهول آراسی)» و «مزار خواجه محمد خوشنام» (معروف به سلطان خوجا) اشاره کرد.
از جمله مناظر طبیعی دیدنی منطقه خواجه می‌توان به آلاداغ لار اشاره کرد.
از سوغاتی‌های این شهر می‌توان هندوانه دیم (که گوشت آن به دو رنگ زرد یا قرمز است) و رشته محلی را مثال زد.
شهر خواجه هم‌اکنون دارای بخشداری، شهرداری، کتابخانهٔ عمومی، سه عدد سالن ورزشی و دادگاه عمومی، سازمان‌های بهزیستی، کمیتهٔ امداد امام خمینی و آموزش و پرورش می‌باشد.
این شهر افتخاراتی هم دارد مانند مدال آوری دانش آموزان در مسابقات کشوری چلچراغ که از جمله آنها می‌توان امیرعلی قلیزاده (مدال طلا) و شایان منصوری (مدال برنز) و مبین کریمی (مدال برنزو برنده نفر اول مسابقات کشوری نانو) را نام برد.

## آلا داغ لار (کوه‌های رنگی)
«آلا داغ لار» یا کوه‌های رنگی یکی از شگفتی آفرینش که نام محلی کوه‌ها و تپه‌های رنگارنگی است، که در بخش‌هایی از آذربایجان قرار گرفته‌اند. اگر مسیرتان به شهرستان خواجه خورده باشد حتماً کوه‌های رنگی یا آلا داغ لار را مشاهده کرده‌اید. در نگاه اول کوه‌های رنگی را شاید یک دفتر نقاشی فرض کنید، اما وقتی با دقت به مناظر و کوه‌ها و تپه‌ها می‌نگرید جز زیبایی که خداوند خلق کرده نخواهید دید. کوه‌های رنگی یا آلاداغ لار یکی از مناظر زیبا روی زمین به‌شمار می‌آید. این مناظر آنقدر نادر و عجیب اند که گاهی ما تصور می‌کنیم در حال دیدن منظرهٔ از یک سیاره دیگر هستیم. وجود رنگهایی همچون قرمز، زرد، سفید و نارنجی چشم‌های انسان خیره می‌کند.
خیلی از مردم ایران و گردشگران خارجی از وجود این چنین طبیعت زیبا و عجیب و دیدنی و بکر آگاهی ندارند. این کوه‌ها به سبب رنگی بودن شان به ویژه رنگ مسی و زرد در شرایط نور مناسب و هوای گرم سوژه مناسبی برای عکاسی طبیعت به‌شمار می‌رود.

## شعر دربارهٔ خواجه (خوجا)
دومان گلیب چؤل - باییرا، داغلارا
قار آلتیندا یاتانلارا یاز گلیر
چشمه آخیر «باش چاییمدا» باغلارا
«سئل باسار» دا بوستانلارا یاز گلیر
اومود گلیر چؤلده لاله نرگیزه
آخیر سولار هر چشمه لردن بیزه
نوروز گولی بوردان باخار تبریزه
کی داغلارا دومانلاردان یاز گلیر
نفس گلیر «آغ زمیه» «اوچ داشا»
قار اَرییَر «دهلی قایادان» آشا
شِه دؤشه نر «قارایاتاقدان» باش
شِه دیللَنَر: «تاز اوچانا» یاز گلیر
بایرام آیی چالیب هی هی قاپینی
بودره ییب هی چیلله سوروب آدینی
یاز چیغیریب سالیب‌های - دادینی
کی دورگونان آسیمانا یاز گلیر
بو سؤز قالیب آتالاردان یادیگار
خوجا قیشی یازدا گلر قارلایار
قار یاغسادا بایرام آییندان باهار،
آلیب سؤزون، بو دورانا یاز گلیر
عطیر ساچار سارماشیغین بیتمه سی
خوشدی قارین اریمه سی ایتمه سی
نفس آچار چیلله لرین گئتمه سی
چیلله گئدیب بو زامانا یاز گلیر
گؤز گؤرجک وطنیمده خوش یازی
دینلیه جک بو کؤشنیم آوازی
عاشیقلار دئییرلر چالاندا سازی
آی اوبالاردا تام جاهانا یاز گلیر
علیرضا درخشی خواجه